# Horatio Burt Williams
Horatio Burt Williams (* 17. September 1877 in Utica, New York; † 1. November 1955 in New York City) war ein US-amerikanischer Physiologe. Er war Professor für Physiologie an der Columbia University und ein Pionier der klinischen Elektrophysiologie.
Williams studierte zunächst Ingenieurwesen und dann Medizin an der Syracuse University und absolvierte seine klinische Ausbildung (Internship) am New York Hospital House of Relief. Danach praktizierte er als Arzt in New York City, gab das aber schnell wieder auf und wurde Assistent für Physiologie an der Cornell University Medical School. 1915 wurde er Assistant Professor und 1916 Dalton Professor an der Columbia University Medical School. 1942 emeritierte er.
Nach der Erfindung des Elektrokardiographen durch Willem Einthoven 1903 wurde dessen Apparat zunächst ab 1911 durch die Cambridge Instrument Company (Horace Darwin) produziert. Williams besuchte Einthoven in dessen Leidener Labor 1911 mit seinem Mechaniker Charles Hindle und entwickelte das Verfahren in den USA weiter, wo Hindle in New York eine Produktionsfirma gründete, die 1922 mit Cambridge Instruments fusionierte. 1915 lieferten sie ihr erstes Instrument an Alfred E. Cohn am Rockefeller Institute. Williams veröffentlichte die erste Arbeit über Elektrokardiogramme (EKG) in den USA mit Walter James.
Er bestimmte auch den notwendigen Strom/Spannungsparameter zur Erzeugung von Kammerflimmern mit 60 Hertz Strom über Körperelektroden.
1926 war er Gibbs Lecturer.